# Las Torres de Cotillas
Las Torres de Cotillas és un municipi de la Regió de Múrcia. El 2023 tenia 22.305 habitants.